# 萨尔达剧院

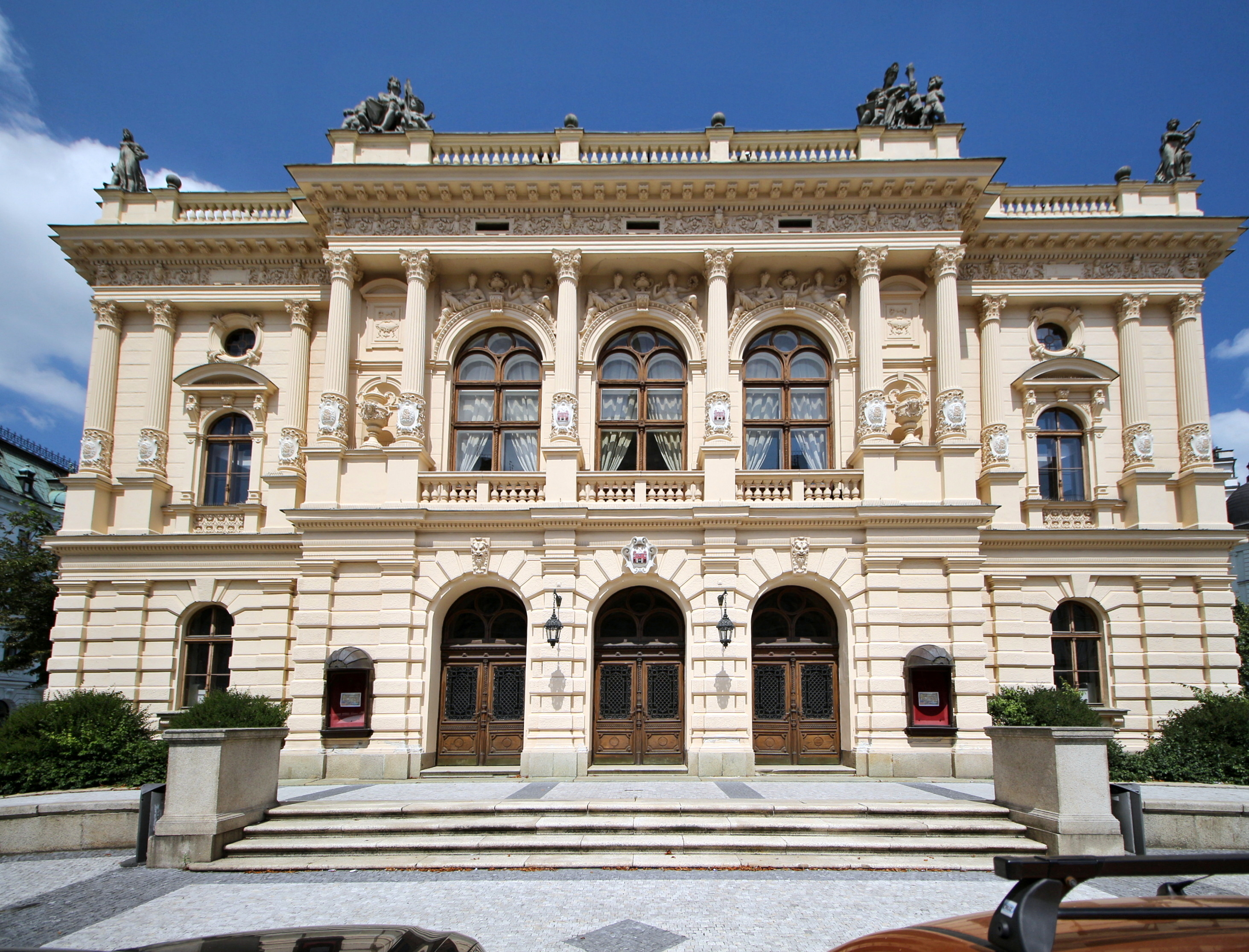

萨尔达剧院（捷克語：Divadlo Františka Xavera Šaldy）是捷克利贝雷茨的一个剧院，上演戏剧、歌剧和芭蕾舞。剧场由主楼和小剧场组成。

## 历史
在1945年以前，这里只有讲德语的剧团，称为赖兴贝格城市剧院（德語：Reichenberger Stadttheater）。1879年4月24日，老剧院被大火烧毁（1820年开幕），通过市民募捐，重建剧院，聘请维也纳著名的费尔纳·赫尔默建筑师事务所（Fellner & Helmer）设计，1881年9月15日奠基。1881年12月8日维也纳环形剧场发生大火后，计划的观众席位不得不从1050减少到850，以增加逃生路线的吞吐量。
剧院于1883年9月29日，剧院竣工，当天下午3点，举行隆重的开幕式演出，首演剧目为弗里德里希·席勒的《威廉·泰尔》。
该剧院有自己的剧团，不依赖巡回演出团，可以创作自己的剧目。最常表演的作品是德国作品，最受欢迎的作家是弗朗兹·莱哈尔。意大利歌剧也颇受欢迎，1923年后开始上演一些捷克剧目。
1957年12月22日，剧院更名为萨尔达剧院，首演剧目为弗朗蒂舍克·萨瓦尔·萨尔达的《小孩》（Dítě）。